# Pleiskirchen
Pleiskirchen est une commune de Bavière (Allemagne), située dans l'arrondissement d'Altötting, dans le district de Haute-Bavière.